# طوة (المنيا)
قرية طوة هي إحدي القرى التابعة لمركز المنيا بمحافظة المنيا في جمهورية مصر العربية. حسب إحصاءات سنة 2006، بلغ إجمالي السكان في طوة 19411 نسمة، منهم 10122 رجل و9289 امرأة.